# Boëdromios
Boëdromios (altgriechisch Βοηδρόμιος Boēdrómios, deutsch ‚der unter Schlachtruf helfend Herbeieilende‘) ist ein Beiname des Apollon.
Der Ursprung des Beinamens wird in der griechischen Mythologie verschieden hergeleitet. Nach Kallimachos hat Apollon den Athenern in ihrem Kampf unter Erechtheus gegen die Eleusinier unter Eumolpos den Sieg verschafft, indem er ihnen im Orakel riet, den Angriff mit lautem Schlachtgeschrei zu beginnen. Nach Plutarch hat Apollon den Athenern im Kampf gegen die Amazonen beigestanden, die dann am siebten Boëdromion besiegt wurden.
Nach ihm hieß der dritte Monat des attischen Jahrs Boëdromion, am siebten Tag desselben wurde in Athen ihm zu Ehren mit kriegerischem Pomp das Fest Boëdromia gefeiert, das nach 490 v. Chr. in ein Gedenkfest der Schlacht bei Marathon überging. Eine Verehrung außerhalb Athens bezeugt Pausanias’ Bericht von einer Statue des Apollon Boëdromios neben dem Tempel der Artemis Eukleia in Theben. Die Verwendung des Monatsnamens in anderen ionischen und dorischen Kalendern weist auf weitere Verehrungen außerhalb Athens hin.